# المجلس الوطني الانتقالي المؤقت (ليبيا)

علم المجلس الوطني الانتقالي, وهو علم ليبيا خلال فترة الملكية ويرمز للاستقلال والحرية

المجلس الوطني الانتقالي المؤقت الليبي تشكل يوم الأحد 27 فبراير عام 2011 م أثناء اندلاع ثورة 17 فبراير الليبية التي انطلقت عام 2011 في عدة مناطق من ليبيا مطالبة برحيل معمر القذافي عن السلطة والذي كان يحكم البلاد منذ نحو 42 عامًا.
وبناءً على التوافق بين المجالس البلدية في مختلف المناطق المحررة من حكم السلطات الرسمية تم يوم السبت 5 مارس 2011 اختيار وزير العدل المنشق عن نظام القذافي مصطفى عبد الجليل رئيساً للمجلس الوطني الانتقالي المؤقت وعبد الحفيظ غوقة نائبًا له وناطقاً رسمياً باسم المجلس. وانتخب المجلس في 31 أكتوبر 2011 عبد الرحيم الكيب رئيساً للحكومة الانتقالية القادمة.

## سبب التشكيل
تقرر تشكيل «المجلس الوطني الانتقالي المؤقت» ليكون:
1. الممثل الشرعي الوحيد للشعب الليبي.
2. واجهة للثورة الشعبية المتواصلة التي أسفرت عن سقوط مدن بشرق البلاد ومناطق أخرى بغرب البلاد في أيدي المتظاهرين.

وأكد المجلس عند تشكيله أنه ليس حكومة مؤقتة وإنما واجهة للثورة في الفترة الانتقالية. علمًا أنه في ليبيا لم يكن هناك دستور يحكم البلاد خلال فترة حكم معمر القذافي مما أثار مخاوف من حدوث فراغ بعد سقوط نظام القذافي.

## الأعضاء
الهيكلية كالآتي:

الاجتماع التأسيسي للمجلس الانتقالي في مدينة البيضاء

1. يتكون المجلس من ثلاثين عضوًا يمثلون كافة مناطق ليبيا وكل شرائح الشعب الليبي على ألا تقل عضوية الشباب فيه عن خمسة أعضاء.
2. يختار المجلس من بين أعضائه رئيسًا وناطقا رسميا ومنسقين لمختلف المهام الداخلية والخارجية.

عقد اجتماع تأسيس المجلس الوطني في مدينة البيضاء في 23 فبراير 2011، وحضر ذلك الاجتماع العديد من السياسيون والضبّاط العسكريون سابقون، وزعماء عشائريون وأكاديميون ورجال أعمال، ترأّس الاجتماع وزير العدل السابق مصطفى عبد الجليل الذي أستقال من الحكومة.وناقشوا المجتمعين العديد من الاقتراحات للإدارة المؤقتة.
عقد أول اجتماع رسمي له يوم السبت 5/3/2011 م في بنغازي, وعين:
1. وزير العدل المستقيل مصطفى عبد الجليل رئيسا له، وكشف عن أسماء ثمانية من أعضائه الـ31، لكنه فضّل عدم التصريح ببقية الأسماء لأسباب أمنية.
2. عبد الحفيظ عبد القادر غوقة نائبًا لرئيس المجلس وناطقا رسميا باسم المجلس.
3. كُلّف الأمين السابق لمجلس التخطيط الوطني محمود جبريل بمنصب المسؤول التنفيذي (رئيس الوزراء) ومسؤول الشؤون الخارجية. وسفير ليبيا المستقيل في الهند علي العيساوي نائب للمسؤول التنفيذي.
4. عمر الحريري (وهو من الضباط الوحدويين الأحرار الذين نفذوا انقلاب 1969 قبل أن يُسجن) بالشؤون العسكرية.
5. السفير المستقيل لدى الأمم المتحدة عبد الرحمن شلقم، فعُيّن ممثّلا لدى المنظمة الدولية.
6. ومن بين الأعضاء أيضًا أحمد الزبير الذي أمضى نحو 30 عاما في سجون القذافي.
7. سلوى الدغيلي مسؤولة الشؤون القانونية وشؤون المرأة.
8. المحامي فتحي تربل (الذي تكفل سابقا بملف مجزرة أبو سليم).
9. فتحي البعجة وهو أستاذ علوم سياسية.

وشدد رئيس المجلس مصطفى عبد الجليل أن المجلس ليس حكومة انتقالية وأن المجلس يريد تحويل مقره من بنغازي إلى طرابلس التي ما زالت تحت قبضة القذافي.
وجدد المجلس دعوته إلى ضربات جوية أممية ضد قوات القذافي المتهمة باستعمال مرتزقة أفارقة، لكن عبد الجليل شدّد على رفض نشر قوات أجنبية، وقال أن لدى الثوار ما يكفي من قوات لـ«تحرير» البلاد.

## الأهداف والمهام
يهدف المجلس لتأكيد سيادة الشعب الليبي على كامل أراضيه، وقد جاء استجابة لمطالب الشعب الليبي وتحقيقا لإرادته الحرة التي صنعت الثورة الشعبية وحفاظًا على وحدة الشعب والوطن.
يهدف المجلس للاضطلاع بالمهام التالية:
1. ضمان سلامة التراب الوطني والمواطنين.
2. تنسيق الجهود الوطنية لتحرير بقية ربوع الوطن.
3. تنسيق جهود المجالس المحلية للعمل على عودة الحياة المدنية.
4. الإشراف على المجلس العسكري بما يضمن تحقيق العقيدة الجديدة للجيش الوطني الليبي في الدفاع عن الشعب وحماية حدود ليبيا.
5. الإشراف على انتخاب جمعية تأسيسية لوضع دستور جديد للبلاد يطرح للاستفتاء الشعبي.
6. تشكيل حكومة انتقالية تمهد لإجراء انتخابات حرة.
7. تسيير وتوجيه السياسة الخارجية وتنظيم العلاقات مع الدول الأخرى والمنظمات الدولية والإقليمية وتمثيل الشعب الليبي أمامها.

## المقر
المقر الدائم للمجلس طرابلس العاصمة، واتخذ له مقرا مؤقتا بمدينة بنغازي حتى تحررت العاصمة.

## الآليات
للمجلس تحديد آلية اجتماعاته الدورية والطارئة واتخاذ قراراته بما يخدم مصلحة الشعب الليبي، وبما لا يخالف مطالب الشعب التي أعلن سقفها في ثورة 17 فبراير بإسقاط نظام القذافي وإقامة دولة مدنية دستورية ديمقراطية.

## المواقف
- السبت 5/3/2011 م: جدد المجلس دعوته إلى ضربات جوية أممية ضد قوات القذافي المتهمة باستعمال مرتزقة أفارقة، لكن عبد الجليل شدّد على رفض نشر قوات أجنبية، وقال أن لدى الثوار ما يكفي من قوات لـ«تحرير» البلاد.[3]
- الإثنين 7/3/2011 م: رفض المجلس الوطني الانتقالي جملة وتفصيلا عرضا من العقيد معمر القذافي بعقد اجتماع لمؤتمر الشعب العام (البرلمان) ليعلن خلاله تخليه عن السلطة. حيث أن القذافي أوفد المهندس عزوز الطلحي، وهو رئيس وزراء سابق وابن عم رئيس المجلس الوطني الانتقالي مصطفى عبد الجليل، ليعرض على الهيئة التي تقود المعارضة تشكيل لجنة لتسيير شؤون الحكم في البلاد بعد تنحيه مقابل ضمان سلامته الشخصية وسلامة عائلته وعدم ملاحقتهم قضائيا. وقال المجلس أن السماح بتنحي القذافي ورحيله فيه نوع من الخروج المشرّف له, وهذا يعد تنازلاً عن حقوق ضحايا الحرب والجرائم ضد الإنسانية، ممن سقطوا ليس أثناء الثورة الحالية فحسب بل في أحداث سابقة تسبب فيها نظام القذافي.[7]
- الإثنين 4/4/2011: تعهد المجلس باحترام الحقوق الشرعية للشركات الأجنبية العاملة في ليبيا. وطمأن مسؤول الشؤون الخارجية بالمجلس علي العيساوي - في مؤتمر صحفي مشترك بروما مع وزير الخارجية الإيطالي فرانكو فراتيني - الشركات الإيطالية تجاه مستقبل استثماراتهم بليبيا. وزار رئيس شركة إيني الإيطالية للنفط باولو سكاروني بنغازي لمناقشة التعاون في قطاع الطاقة مع المجلس الانتقالي.[8]

ليبيا
بلدان تعترف بالمجلس الوطني الانتقالي كممثل شرعي وحيد لليبيا
بلدان لديها علاقات متواصلة مع المجلس الوطني الانتقالي لكنها لم تعترف به بشكل رسمي
بلدان قالت أنها لن تعترف بالمجلس الوطني الانتقالي

## علاقات دولية
- فرنسا، اعترفت فرنسا بالمجلس كممثل شرعي ووحيد للشعب الليبي وقامت باريس بتبادل سفراء مع المجلس، فوصل السفير الفرنسي إلى بنغازي «مؤقتاً» ووصل سفير المجلس الوطني الانتقالي إلى باريس، وتم هذا الاعتراف بعد ساعات من اجتماع بعض أعضاء المجلس مع الرئيس الفرنسي نيكولا ساركوزي في قصر الإليزيه، وكانت أوّل دولة تعترف رسميًّا بأنّ المجلس هو الممثل الشرعي الوحيد لليبيا فضلاً عن نظام القذافي، ورفع الليبيون الأعلام الفرنسية في أنحاء ليبيا الحرة تقديرًا لذاك الموقف.
- قطر، كانت أوّل دولة عربية تعترف بالمجلس «ممثلاً وحيداً للشعب الليبي».[9]
- المالديف
- إيطاليا، اعترفت إيطاليا يوم 4 أبريل، 2011 بالمجلس «ممثلاً شرعياً وحيداً» للشعب الليبي.[9]
- الكويت، عزمت الاعتراف يوم 4 أبريل، 2011 بالمجلس ممثلاً وحيدًا للشعب الليبي - لتصبح ثاني دولة عربية تفعل ذلك.[10]
- غامبيا
- الأردن، اعترفت المملكة الأردنية الهاشمية بالمجلس الوطني الانتقالي الليبي كممثل وحيد وشرعي للشعب الليبي، كما قامت بالإعلان عن تقديم الدعم اللوجستي للقوات حلف النيتو، وأعلنت عزمها على مساعدة الشعب الليبي، وقد قامت بنقل الكثير من المرضى والجرحى إلى المستشفيات الأردنية لتلقي أفضل أنواع العلاج.
- الإمارات ذكرت وكالة انباء الإمارات ان دولة الإمارات العربية المتحدة قالت يوم الأحد انها اعترفت بالمجلس الوطني الانتقالي المعارض في ليبيا كممثل شرعي وحيد للشعب الليبي[11]
- ألمانيا اعترفت ألمانيا بالمجلس الوطني الانتقالي كممثل وحيد للشعب الليبي [12]
- روسيا اعترفت روسيا رسميا بالمجلس [13]
- كندا اعترفت كندا بالمجلس [14]
- الولايات المتحدة، في أول ردّ أميركي على تشكيل المجلس قالت وزيرة الخارجية الأميركية هيلاري كلينتون أن بلادها «مستعدة» لتقديم «كل شكل من أشكال المساعدة» إلى معارضي نظام القذافي.[15] وفي 15 يوليو 2011 أعلنت الولايات المتحدة الأمريكية اعترافها بالمجلس الوطني الانتقالي الحكومة الشرعية في ليبيا.[16][17]
- تونس أعلنت الإذاعة الرسمية التونسية ووكالة الأنباء التونسية في 21 أوت 2011 أن الحكومة التونسية المؤقتة قررت الاعتراف بالمجلس الوطني الانتقالي باعتباره الممثل الشرعي للشعب الليبي.واعتبر محللون أن اعتراف حكومة تونس بالمجلس الوطني الانتقالي الليبي جاء بعد تأكدها من «بداية نهاية نظام معمر القذافي» [18]
- مصر أعلنت في 22 أغسطس 2011 على لسان وزير خارجيتها اعترافها بالنظام الجديد في ليبيا وقيادته الشرعية الممثلة في المجلس الوطني الانتقالي.[19]
- المغرب اعترف المغرب بالمجلس الوطني الانتقالي كممثل شرعي ووحيد للشعب الليبي وتوجه وزير الخارجية المغربي يوم الثلاثاء 23 غشت 2011 إلى بنغازي حاملا رسالة من العاهل المغربي إلى المجلس.
- أوروبا، في بداية تشكيل المجلس اعتبرت دول الاتحاد الأوروبي المجلس «محاورا شرعيا»، كما صرح رئيس المفوضية الأوروبية آنذاك خوزيه مانويل باروسو قائلا «المشكلة لديها اسم: القذافي، عليه أن يرحل»[20] وفي 22 مايو وصلت وزيرة خارجية الاتحاد كاثرين آشتون وافتتحت مكتب الاتحاد الأوروبي في بنغازي والتقت رئيس المجلس الانتقالي مصطفى عبد الجليل.
- أوبك تعترف بالمجلس الانتقالي الليبي في 19 سبتمبر 2011.[21]
- الاتحاد الأفريقي يعترف بالمجلس الانتقالي الليبي في 20 سبتمبر 2011.[22]
- الجزائر تعترف بالمجلس الانتقالي الليبي في 23 سبتمبر 2011.[23]
- الفاتيكان يعترف بالمجلس الانتقالي الليبي في 21 أكتوبر 2011.[24]
- موريتانيا تعترف بالمجلس الانتقالي الليبي في 24 نوفمبر 2011.[25]

## وصلات خارجية
- الموقع الرسمي(قديم)